# 剧本统筹
剧本统筹是整个影视剧作中的主要创作人员。一部长篇剧作的故事提纲与内容构架都由编剧统筹员负责完成，然后再请一部分编剧将整个故事的细节与台词负责全剧编写完成。
在日本将剧本统筹称之为“系列构成”（日语：シリーズ構成），即是相當於編審，此用语主要用于动画与电视剧。
“系列构成”是一种日本电视动画及特摄片制作人员的职位，在由复数劇本家参加的作品中担当统筹任务。也可以说是“劇本的监督”。在著作权表达上也记作“构成”“系列构成”“主笔人”“撰稿总监”等。
改編或是原創的動畫劇集當中的劇本統籌為決定原作的第幾話要用多少話的動畫去呈現。為了避免發生動畫版追上原作的情況，有可能會添加原創情節，最後與原作者商討安排。例如以日本的《七龍珠超》電視動畫版（導演及監製於2017年11月向主持人介紹劇本統籌的工作）為例，剧作家是根據作者提供的故事原案去編製電視動畫的劇本，最後交由劇本統籌每個月進行一次劇本總整理、安排各話進展至哪裡的劇本。如在編劇時遇到問題亦會透過仲介的職員與向作者提出疑問。如果沒問題就會與導演、監製、動畫和美術的總負責人溝通協調後移交至下一個動畫製作流程。

## 概要
系列构成从制作人和监督那里承担并掌管部分劇本和文艺层面的责任和权限。并且思考作品的故事通过系列整体怎样表达和推进，确认监督及赞助商的意向，在制作时加入各种各样的要素，同时按话分配好故事内容，进行劇本层面的调整和决断。
系列构成对于参与日本动画、特摄片的劇本工作者来说可谓是业界内的一个事业顶峰，正如日本动画中人设、作画监督之于原画担当者，许多作品中担当此职位的都是拥有丰富职历的骨干精英和劇本家老将。
具体工作内容如下：
- 对某角色采用聚光灯效果的桥段在第XX话中使用
- 预定于盛夏播放的第XX话，决定制作去海水浴场游玩的剧情
- 为迎合担任赞助商的玩具公司的主角机器人新零件产品发售日程，在关联动画的第XX话中安排主角机器人使用同款零件进行力量增强的桥段
- 对于原作中的篇章和角色进行提炼，对剧本的故事内容和设定做调整使其合乎情理
- 若确定放映将被终止或延长，根据情况变更进行中的故事的结尾或展开新的内容

另外，若内容以动作场面为中心那要请以其为长的劇本家来处理，若迎来以感情戏为主的桥段那就请以写感情戏而著名的劇本家来担当，像这样依照参与此作品的各劇本家的资质进行执笔的分派。而且若作品有很多年轻劇本家参与，判断经由他们之手创作的剧本是否脱离了作品的整体感，是否发生了问题和矛盾，如此的检查工作多数都是系列构成的职务内容。第一话、最终话、有重要内容的某话等等，由系列构成亲自创作劇本的情况也不少见。在少数情况下，系列构成完全不参与全剧的编剧工作，剧本的创作工作全部交由其他编剧处理（如《战斗女子学园》、《初音島II》、《美少年偵探團》等）。
作品若是原创故事，因监督的想法或赞助商方的情况，故事的发展时常发生变化，对于这些变化思考如何调整也是系列构成的职责，工作内容与负责那些带原作的改编作品时发生了改变。根据不同情况也可能站在相当于原作者的立场。另外，有一些作品不设置系列构成，撇开由一位或多位劇本家执笔全话数（如《刀劍神域》、《魔法科高中的劣等生》）或根本是一话完结型的连续系列不谈，这时，系列作品整体构架的统筹和调整的职责一定会由监督或演出，或者是劇本家阵营中的老将型人物等工作人员中的某个人来完成。
复数劇本家参与的带原作的作品中若是没有写明系列构成的著作者，或是使用了法人笔名或架空的著作者，多数是监督或动画制作公司内的文艺社员，或劇本家阵中处理了多个话数的起到中心作用的人物，来进行实际的工作。